# Жилой дом правительства Крымской АССР
Жилой дом правительства Крымской АССР — здание, находящееся в Симферополе по адресу ул. Жуковского, 5. Дом построен в 1934 году в стиле конструктивизм по проекту архитектора Бориса Белозёрского. Памятник архитектуры.
В доме проживали деятели Крымской АССР Ильяс Тархан, Абдураим Самединов и Мустафа Асманов.

## Архитектура
Многоуровневое четырёхэтажное здание представляет собой большой асимметричный особняк в стиле конструктивизм с элементами рационализма, модерна и ар-деко. На каждом этаже первоначально размещались две пятикомнатные квартиры. За свою необычную форму здание получило название «дом-корабль». Состоит из полукруглых застеклённых открытых террас, арок и прямоугольных балконов
Дом правительства Крымской АССР имеет две части. Первая часть состоит из трёхэтажного куба с высоким цоколем, к которому с южной стороны присоединена вторая часть — вытянутый двухэтажный корпус, расположенный по направлению с севера на юг. Юго-восточный угол отделан капителью и диагональной композицией в виде веера. Дворовой фасад вынесен на улицу чёрной лестницей. По проекту на плоской кровле предусмотрена ротонда-бельведер. Лестница здания вынесена в башню с узкими окнами-бойницами.

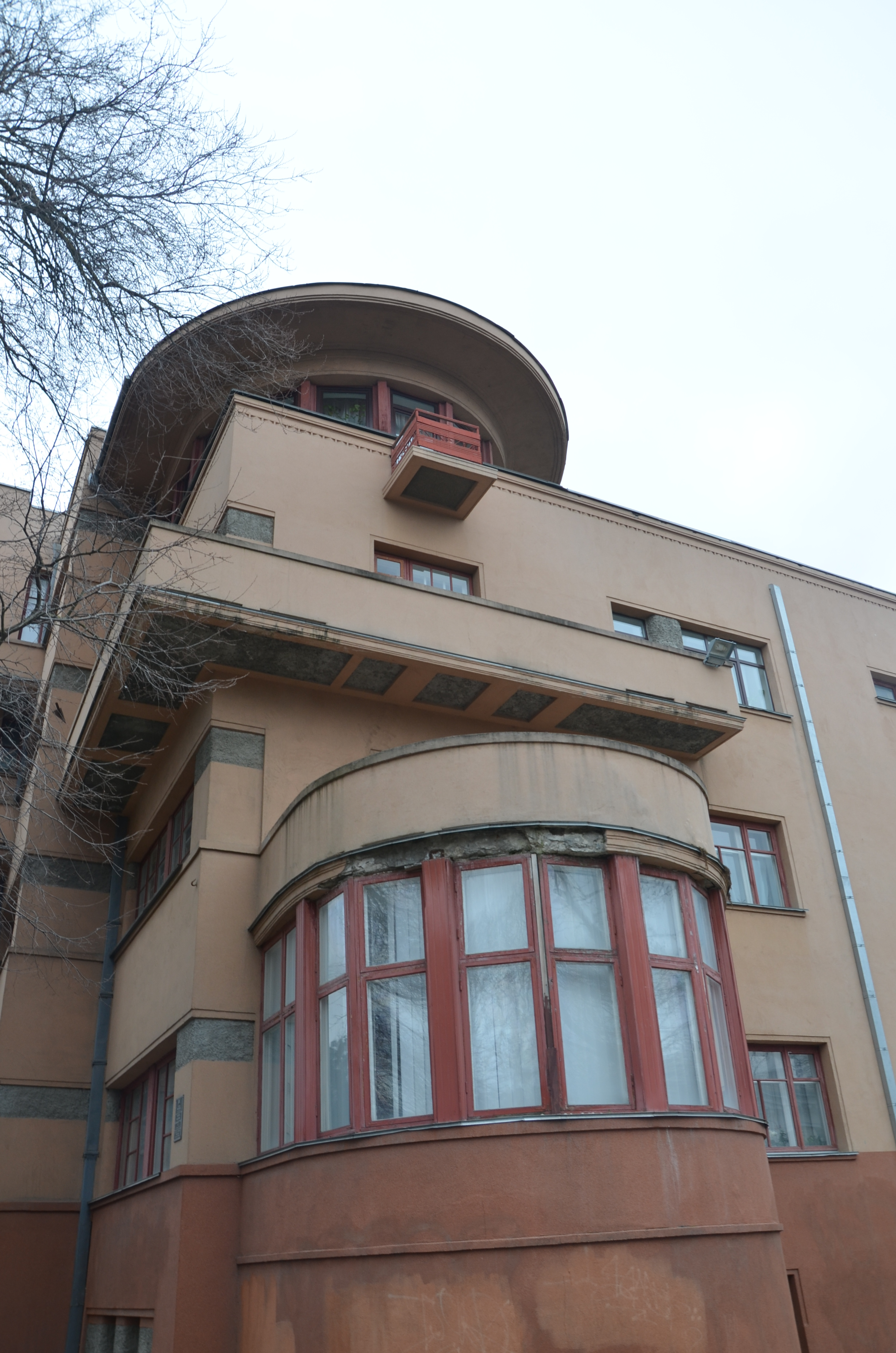
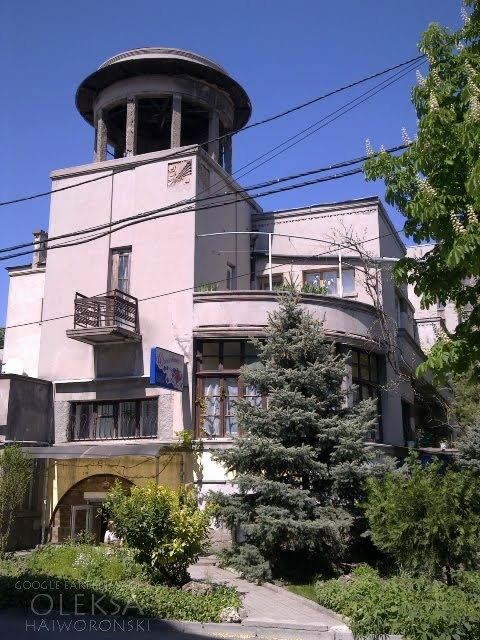
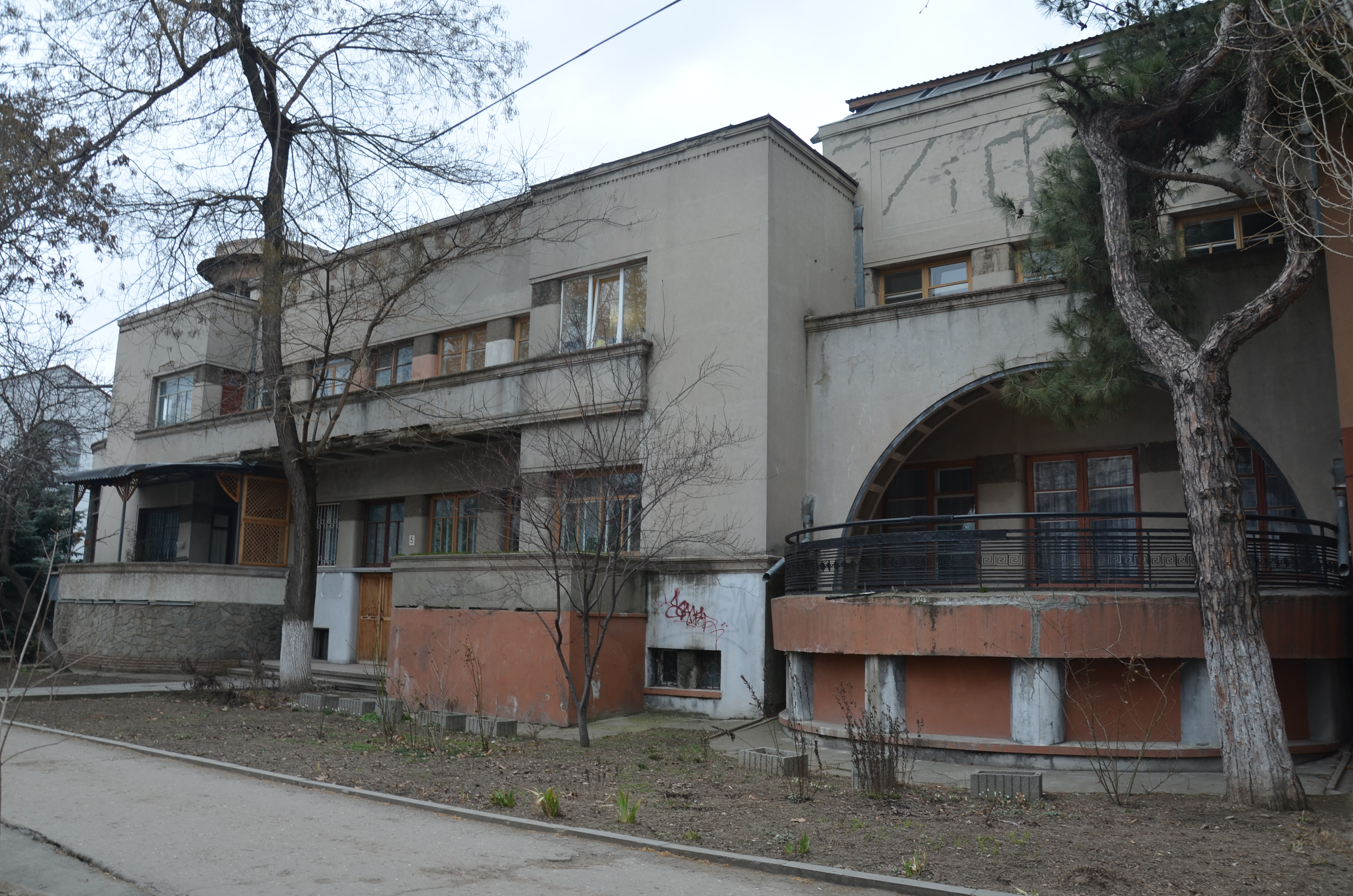

## История

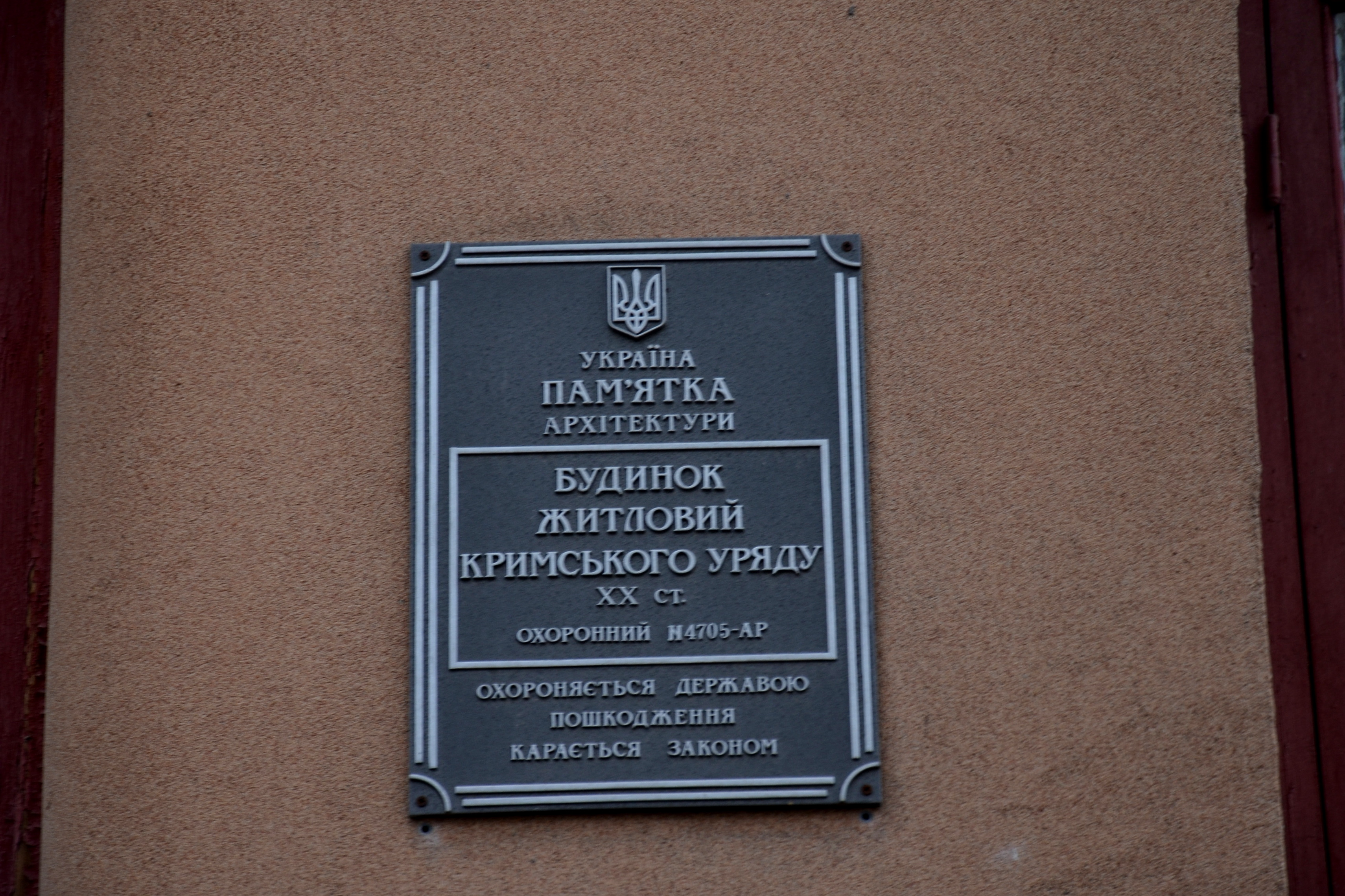
Охранная табличка, 2016 год

Здание построено в 1934 году по проекту главного архитектора Симферополя Бориса Белозёрского для семей руководителей Крымской АССР.
В доме проживали председатель ЦИК Крымской АССР Ильяс Тархан, председатель Совета народных комиссаров Крымской АССР Абдураим Самединов и нарком юстиции Крымской АССР Мустафа Асманов, все они были последовательно репрессированы.
После окончания Второй мировой войны дом был переделан под коммунальные квартиры.
С 1986 года в доме размещается музыкальная школа (сейчас — Симферопольская детская музыкальная школа № 2 им. А. Караманова).
Решением Крымского облисполкома от 20 февраля 1990 года № 48 здание получило статус памятника архитектуры.
По состоянию на 2011 год здание занимали музыкальная школа и Крымское отделение Союза дизайнеров Украины.
В 2017 году здание вошло в перечень объектов капитальных вложений и капитального ремонта. Предусматривался ремонт здания стоимостью 5,2 миллиона рублей. В 2018 году департамент капитального строительства администрации Симферополя провёл конкурс для ремонта здания за 9,6 миллионов рублей. Победителем конкурса стала компания ООО «Стройсервис» из Омской области.
В январе 2019 года компания «Акрополь-Гео» провела работы по сканированию здания.